# Miażdżyca

Tomogram jamy brzusznej z zaznaczonymi blaszkami miażdżycowymi aorty

Miażdżyca tętnic (łac. atheromatosis, atherosclerosis) (potoczna nazwa to „arterioskleroza”) – przewlekła choroba, polegająca na zmianach zwyrodnieniowo-wytwórczych w błonie wewnętrznej i środkowej tętnic, głównie w aorcie, tętnicach wieńcowych, mózgowych oraz tętnicach kończyn.

## Czynniki ryzyka
Czynniki ryzyka prowadzące do powstawania miażdżycy dzieli się na:
- Niemożliwe do modyfikacji:
  - wiek
  - płeć męska
  - zaburzenia genetyczne
- Potencjalnie poddające się kontroli:
  - hiperlipidemia
  - wysoki poziom lipoproteiny (a) [Lp(a)]
  - nadciśnienie tętnicze
  - palenie tytoniu
  - cukrzyca
- Czynniki ryzyka mniej ważne, niepewne lub trudne do oceny ilościowej:
  - otyłość
  - brak aktywności fizycznej
  - stres (osobowość typu A)
  - niedobór estrogenów (po menopauzie)
  - duża ilość węglowodanów w diecie
  - spożywanie nasyconych oraz nienasyconych (trans) utwardzonych tłuszczów
  - zakażenia Chlamydia pneumoniae[3]

W 2022 Europejskie Towarzystwo Miażdżycowe (EAS) wydało publikację o Lp(a) odgrywającej znaczącą rolę w ryzyku miażdżycy oraz zwężenia zastawki aortalnej (niezależnie od innych czynników).  Według tej publikacji, podwyższony poziom Lp(a) znacząco podnosi ryzyko miażdżycy nawet przy niskim poziomie LDL.

## Patogeneza
Hipoteza rozwoju miażdżycy traktuje ją jako przewlekłą odpowiedź ścian naczyń o charakterze zapalnym, zapoczątkowaną uszkodzeniem śródbłonka. Istotne są w niej następujące procesy:
- Przewlekłe uszkodzenie śródbłonka – którego rezultatem jest jego dysfunkcja, prowadząca do zwiększonej przepuszczalności, przylegania leukocytów i zachwiania równowagi w produkcji i uwalnianiu cząstek sygnałowych wpływających na stan czynnościowy ścian naczyń, a także sprzyjająca zakrzepicy.
- Przedostawanie się zmodyfikowanych[7] (utlenionych, glikowanych) lipoprotein, głównie frakcji LDL zawierającej dużo cholesterolu, w obręb ścian naczyń.
- Modyfikacja lipoprotein w obrębie zmiany wskutek ich utleniania.
- Przyleganie monocytów krwi (oraz innych leukocytów) do śródbłonka, po którym następuje ich migracja do błony wewnętrznej i transformacja w makrofagi i komórki piankowate.
- Przyleganie płytek krwi.
- Uwalnianie przez aktywowane płytki, makrofagi lub komórki naczyń czynników powodujących migrację komórek mięśni gładkich z błony środkowej do błony wewnętrznej.
- Proliferacja komórek mięśniowych gładkich w błonie wewnętrznej i produkcja macierzy pozakomórkowej, co prowadzi do odkładania kolagenu i proteoglikanów.
- Wzmożone gromadzenie lipidów zarówno w komórkach (makrofagi i komórki mięśni gładkich), jak i pozakomórkowo.

## Naturalny rozwój choroby

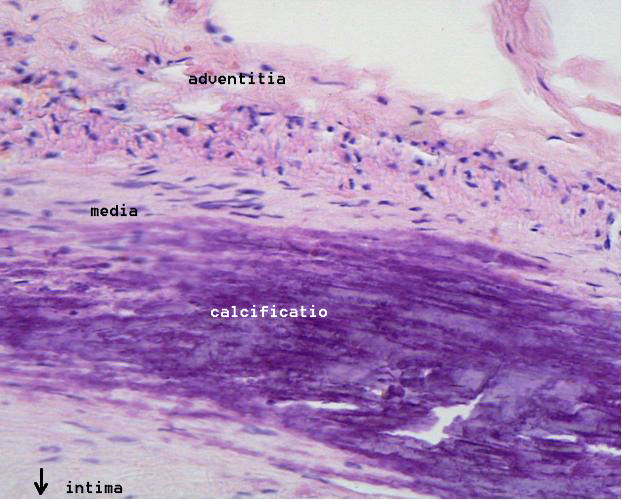
Miażdżycowe ognisko zwapnienia w ścianie tętnicy wieńcowej – obraz mikroskopowy pow. ok. 50 x, barwienie hematoksyliną i eozyną

Miażdżyca polega na wysepkowatym gromadzeniu się w błonie wewnętrznej tętnic cholesterolu (i jego estrów) oraz innych lipidów. W pierwszym etapie komórki śródbłonka gromadzą nadmierne ilości cholesterolu i lipidów, które są przemieszczane pod błonę wewnętrzną tętnic (tzw. pasma tłuszczowo-lipidowe, ang. fatty streaks). Tego typu zmiany można obserwować już u dzieci. Podśródbłonkowe masy lipidowo-cholesterolowe powodują gromadzenie się makrofagów, limfocytów (głównie CD4+), mastocytów, komórek B, komórek dendrytycznych, rozrost fibroblastów i komórek mięśni gładkich warstwy środkowej tętnicy oraz drobnych naczyń krwionośnych odchodzących od naczyń odżywiających ścianę tętnicy (łac. vasa vasorum). Zakłada się, że komórki piankowate tworzące blaszki miażdżycowe nagromadziły lipidy, pochodzące od lipoprotein osocza krwi, drogą tzw. szlaku zmiataczowego, które uprzednio uszkodzone zostały przez reaktywne formy tlenu.
Kolejnym etapem jest wapnienie tych ognisk (tzw. wapnienie dystroficzne, łac. calcificatio dystrophica), prowadzące do miażdżycowego stwardnienia tętnic, oraz pojawienie się ubytków śródbłonka nad ogniskiem miażdżycowym. Ubytki śródbłonka są przyczyną miejscowego spadku stężenia prostacykliny – czynnika zapobiegającego gromadzeniu się płytek krwi. W wyniku tego procesu, w miejscach obnażonych z błony wewnętrznej dochodzi do owrzodzeń miażdżycowych (owrzodzeń kaszowatych), które stają się obszarami przyściennej agregacji płytek krwi i narastania zakrzepów (łac. thrombosis parietalis).

### Następstwa miejscowe
Proces miażdżycowy prowadzi do zmniejszenia światła tętnic i zmniejszenia ich elastyczności. Z niewiadomych przyczyn (niewykluczone, że z powodu braku dodatkowego nadkażenia bakteryjnego) u niektórych ludzi w miejscach ogniska cholesterolowe nie ulegają owrzodzeniu i wapnieniu, a narastająca płytka miażdżycowa jest zbudowana z tkanki włóknistej i licznych naczyń włosowatych. Ogniska te – zwane „żywymi płytkami” miażdżycowymi są pokryte żywym śródbłonkiem i rzadko stają się miejscem narastania zakrzepicy, ale dość często są miejscem powstania krwiaka, zamykając w ten sposób światło tętnicy. Z kolei płytki zwapniałe stanowią obszar narastania zakrzepu oraz mogą ulec pęknięciu, co także prowadzi do zamknięcia światła tętnicy.

### Lokalizacja zmian miażdżycowych
Miażdżyca pojawia się prawie wyłącznie w tętnicach dużego układu krążenia, zwłaszcza w tych miejscach, gdzie istnieje wysokie ciśnienie krwi (aorta i tętnice bezpośrednio od niej odchodzące) oraz przepływ krwi nie jest laminarny (zwłaszcza w miejscach rozgałęzień tętnic).
Zagadnienia nazewnicze

Nazwa miażdżycy jako procesu chorobowego (łac. atheromatosis) dotyczy wszystkich jej etapów. Pochodzi ona od gr. „α̉θήρη” (athere) o pierwotnym znaczeniu „papka z mąki”, które później przyjęło znaczenie „kaszka”. Nazwa ta nawiązuje do „kaszowatego” wyglądu ubytku w ścianie tętnicy. Pojęciem „atherosclerosis” nazywa się zaawansowane postacie miażdżycy, w których doszło do stwardnienia (łac. sclerosis) ściany tętnicy w wyniku procesu miażdżycowego. Jest to pojęcie węższe od „stwardnienia tętnic” (łac. arteriosclerosis; od łac. arteria – tętnica + łac. sclerosis – stwardnienie), które może być spowodowane także innymi przyczynami niż miażdżycą, np.: starczym stwardnieniem tętnic (łac. arteriosclerosis senilis), pozapalnym stwardnieniem tętnic (łac. arteriosclerosis postinflammatoria), stwardnieniem tętniczek (łac. arteriolosclerosis), stwardnieniem typu Monckeberga (łac. calcificatio mediae).

### Następstwa miażdżycy
Miażdżyca tętnic mózgu powoduje niedokrwienie mózgu i zmiany psychiczne, ułatwia pęknięcia naczyń i udary (zwłaszcza przy współistniejącym nadciśnieniu). Miażdżyca tętnic wieńcowych jest jedną z przyczyn choroby wieńcowej, miażdżyca aorty może prowadzić do powstania tętniaka.

#### Skleroza jako zespół objawów otępiennych
Jednym z następstw postępującej miażdżycy w obrębie tętnic doprowadzających krew do mózgu jest niedokrwienie tego narządu, co prowadzi do zespołu objawów nazywanych sklerozą. Objawy te mają charakter otępienny, obejmują między innymi pogorszenie funkcji poznawczych, zaburzenia pamięci (luki w pamięci), niestabilność emocjonalną, stany splątania czy przewlekłe zmęczenie. W bardziej zaawansowanych stadiach choroby pojawiają się zaburzenia mowy (afazja), trudności z poruszaniem (ataksja) oraz niezdolność do wykonywania prostych czynności, co znacznie ogranicza zdolność pacjenta do samodzielnego funkcjonowania. Poza tym może dojść do paraliżu, niedowładu jednej strony ciała bądź parkinsonizmu.

## Zapobieganie
W jej leczeniu duże znaczenie ma odpowiednia dieta, aktywny tryb życia, racjonalny wypoczynek.
W 2021 opublikowano wyniki badań wpływu LDL-C na miażdżycę.  Te badadnia sugerują, że dzisiejsze rekomendacje poziomu LDL-C mogą być nieadekwatne.  Wg. ilustracji 5, rekomendowany poziom LDL-C powinien być w granicach nie więcej niż 50-60 mg/dL.  Wzrost miażdżycy jest linearny ze wzrostem LDL-C.  Już przy poziomie 60-70 mg/dL procentowy wzrost miażdżycy jest w granicach 11%, gdzie przy poziomie 150-160 mg/dL wzrasta do 64%.
W 2023 opublikowano wyniki badań podawania leków opartych na inhibitorach PCSK9 (np., Ewolokumab, Alirokumab) w celu obniżenia poziomu LDL-C dla osób z wysokim poziomem LDL-C w celu zmiejszenia kardio-przypadków związanych z miażdżycą.  Inhibitory PCSK9 mogą być szczególnie uwzględniane dla osób nietolerujących wysokich dawek statyn. 
W 2025 opublikowano wyniki badań wczesnego podawania leku Ezetymib równocześnie ze statynami.  Wg. tej publikacji kombinacja leków (statyny + ezetymib) więcej obniżały poziom LDL-C, w porówaniu do osóby tylko na statynach, obniżając prawdopodobieństwo CVDs, jednocześnie dawki statyn mogły zostać obniżone.  Te badania były oparte na trzech grupach pacjentów: 
1. wczesne podawanie ezetymib (nowe podejście)
2. późne podanie (dzisiejsze zalecenia)
3. same statyny

Po dwóch latach, grupa z późniejszym podaniem ezetymib miała 145% więcej przypadków MACE (główne negatywne kardio przypadki), natomiast grupa tylko na statynach miała 220% więcej przypadków MACE.  Po trzech latach było to 164% oraz 183%.  Autorzy tej publikacji sugerują stosowanie kombinacji ezetymib oraz statyn jako standardową opiekę pacjentów z wysokim ryzykiem CVEs związanych z miażdżycą.
W 2024 opublikowano wyniki badań porównujących wpływ LDL-C oraz Lp(a) na ryzyko miażdżycy.  Według autorów, Lp(a) podnosi ryzyko 6 razy w porównaniu do LDL-C.  Badania te były oparte na ponad 500 tysiency pacjentów zarejestrowanych w UK Biobank.
W 2025 opublikowano wyniki badań wpływu agresywnego leczenia osób posiadających wysoki poziom Lp(a) na ryzyko miażdżycy.    Badania te były oparte na danych medycznych pacjentów w USA.  Do porównań użyto danych 270 tysięcy pacjentów z zarejestrowanymi przypadkami miażdżycy.  Według tych badań, agresywne leczenie pacjentów z wysokim poziomem Lp(a) (zmiany genetyczne) przy użyciu leków z grupy inhibitorów PCSK9 (np., Ewolokumab, Alirokumab) obniża ryzyko miażdżycy do poziomu porównywalnego z pacjentami posiadającymi normalny poziom Lp(a) / LDL-C.

## Występowanie w dawnych społecznościach
W 2013 ogłoszono wyniki badań 137 ciał zmumifikowanych wskutek działań ludzi bądź w sposób naturalny. Pochodziły one z czterech antycznych społeczności: Egipcjan, mieszkańców dzisiejszego Peru, Indian Anasazi oraz Aleutów. Wyniki badań tomograficznych dostarczyły danych o częstości występowania tej choroby w warunkach dużo mniej zaawansowanej cywilizacji i u ludzi prowadzących bardzo różne tryby życia (od rolniczych do zbieracko-łowieckich). U 34% mumii zdiagnozowano miażdżycę pewną (zidentyfikowane zwapnienia tętnic) bądź miażdżycę prawdopodobną (zidentyfikowane zwapnienia w spodziewanej lokalizacji tętnic). Najrzadziej (25% z 51 mumii) występowała u Peruwiańczyków, najczęściej u Aleutów (60% spośród 5 mumii). Stwierdzono również statystycznie istotną, pozytywną korelację szacowanego wieku w chwili śmierci i występowania choroby: zmarli z miażdżycą byli średnio starsi w momencie śmierci od zmarłych bez miażdżycy. Komentujący uczeni wskazywali, że odkrycie jest istotne w kontekście często wyrażanego poglądu, że miażdżyca jest konsekwencją współczesnego, niezdrowego trybu życia. Wskazuje ono na znaczenie innych czynników, które dawniej powodowały tę chorobę. Jednym z nich mogły być stany zapalne, na przykład wywołane ciągłym wdychaniem dymu albo chronicznymi infekcjami.
Najprawdopodobniej pierwszym nowożytnym opisem miażdżycy jest ten z dzieła Antonio Scarpiego – Sull’ Aneurisma, Riflessioni ed Osservazioni Anatomico-chirurgich. Badał on "twarde struktury" w tętnicach, dzięki czemu odrzucił teorię, że poszerzenie tętnicy jest przyczyną pękających tętniaków.

## Klasyfikacja ICD10
| kod ICD10     | nazwa choroby                       |
| ------------- | ----------------------------------- |
| ICD-10: I70   | Miażdżyca                           |
| ICD-10: I70.0 | Miażdżyca tętnicy głównej (aorty)   |
| ICD-10: I70.1 | Miażdżyca tętnicy nerkowej          |
| ICD-10: I70.2 | Miażdżyca tętnic kończyn            |
| ICD-10: I70.8 | Miażdżyca innych tętnic             |
| ICD-10: I70.9 | Uogólniona i nieokreślona miażdżyca |